# Ardingo
Ardingo (... – Brescia, 924 circa) è stato un vescovo italiano.

## Biografia
Figlio di Suppone II e di Berta, figlia di Vifredo I di Piacenza, apparteneva alla nobile famiglia dei Supponidi, del vescovo Ardingo si hanno poche notizie circa l'anno della sua elezione, avvenuta probabilmente nel 901 mentre si trovava a Roma. Fu nel 902 arcicancelliere dell'imperatore e cognato Berengario del Friuli e conte di Brescia dal 903 al 924.
Morì a Brescia intorno al 924 e fu sepolto nel Duomo vecchio.
Secondo Matteo Taddei, egli fu il probabile autore delle Gesta Berengarii Imperatoris.

## Ascendenza
|            |           |   | Genitori |  |  | Nonni                |  |  | Bisnonni  |  |
|            |           |   |          |  |  | Adelchi I di Spoleto |  |  | Suppone I |  |
|            |           |   |          |  |  | Adelchi I di Spoleto |  |  | Suppone I |  |
|            |           | … |          |  |  | Adelchi I di Spoleto |  |  |           |  |
| Suppone II |           |   |          |  |  | Adelchi I di Spoleto |  |  |           |  |
|            |           | … | …        |  |  |                      |  |  |           |  |
|            |           | … | …        |  |  |                      |  |  |           |  |
|            |           | … | …        |  |  |                      |  |  |           |  |
| Ardingo    |           | … |          |  |  |                      |  |  |           |  |
|            | Vifredo I | … |          |  |  |                      |  |  |           |  |
|            | Vifredo I | … |          |  |  |                      |  |  |           |  |
|            | Vifredo I | … |          |  |  |                      |  |  |           |  |
| Berta      | Vifredo I |   |          |  |  |                      |  |  |           |  |
|            |           | … | …        |  |  |                      |  |  |           |  |
|            |           | … | …        |  |  |                      |  |  |           |  |
|            |           | … | …        |  |  |                      |  |  |           |  |
|            |           | … |          |  |  |                      |  |  |           |  |